# Bayburt
Bayburt [ˈbajbuɾt]IPA je město v severovýchodním Turecku. Leží na řece Čoroch a je to hlavní sídlo stejnojmenné provincie.

Město bývalo důležitým centrem na starověké Hedvábné stezce. Bayburt kdysi navštívili i Marco Polo a Evlija Čelebi. Nad městem stále stojí středověký hrad. Dále se ve městě nachází mnoho starých mešit, tureckých lázní a náhrobních kamenů či podzemní komplex Çatalçeşme a Sirakayalarský vodopád.

## Galerie

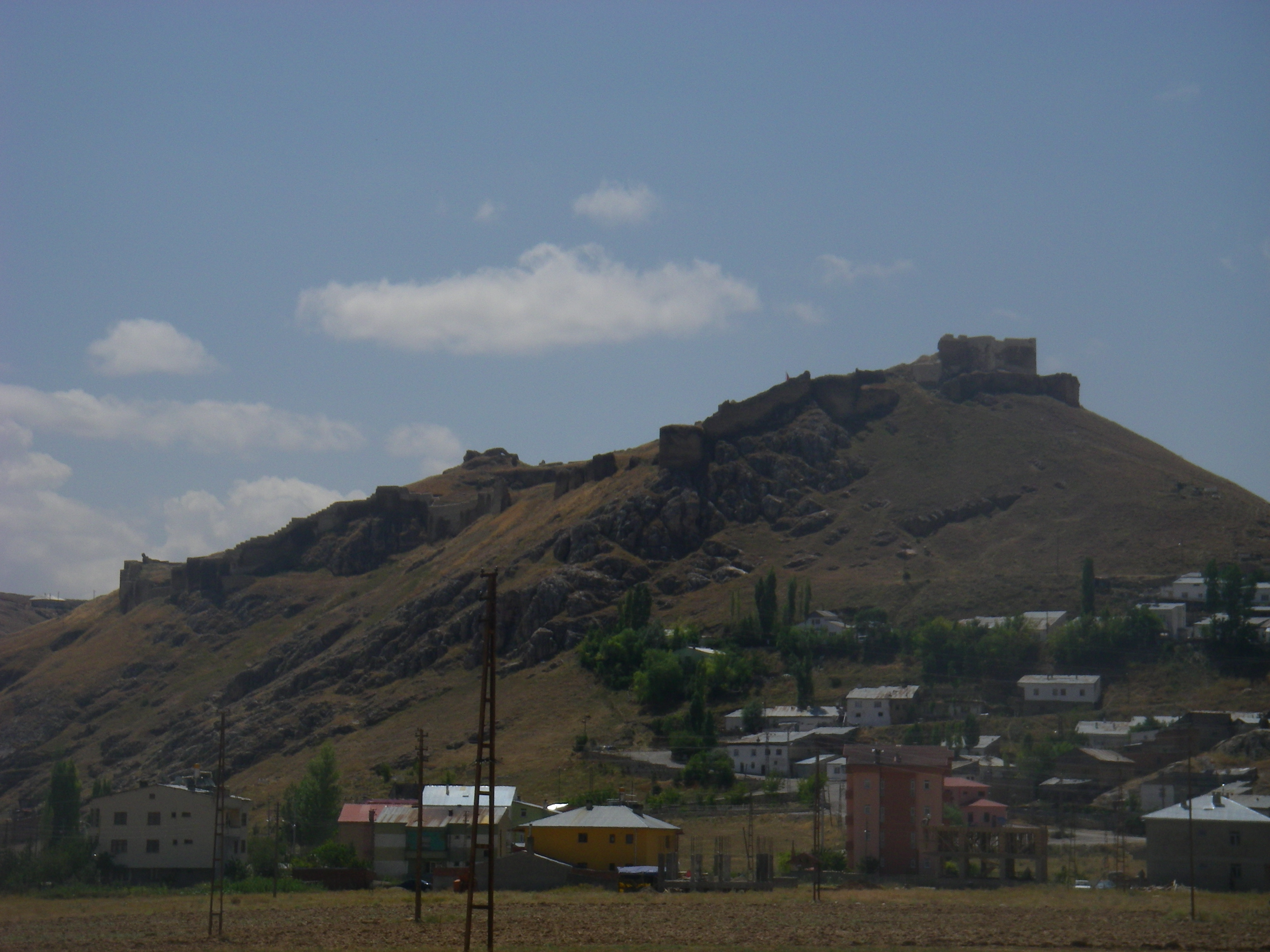
Středověký hrad
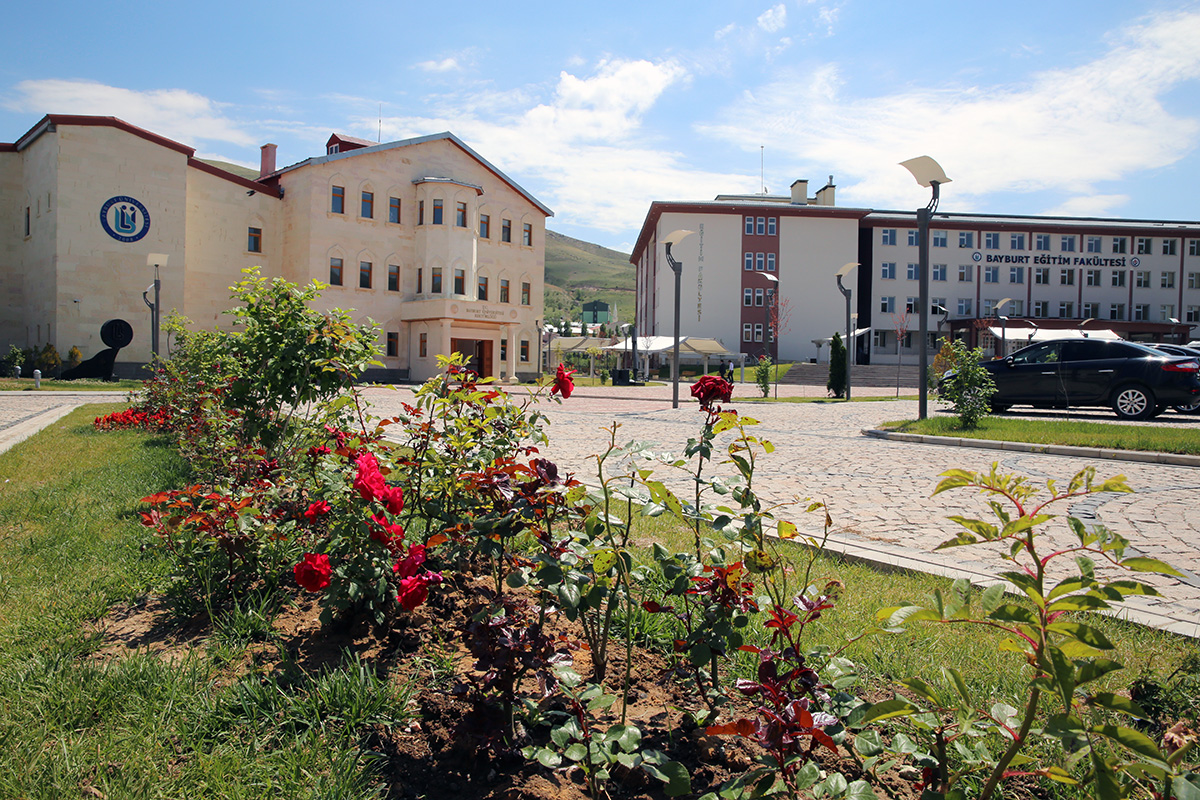
Kampus Bayburtské univerzity
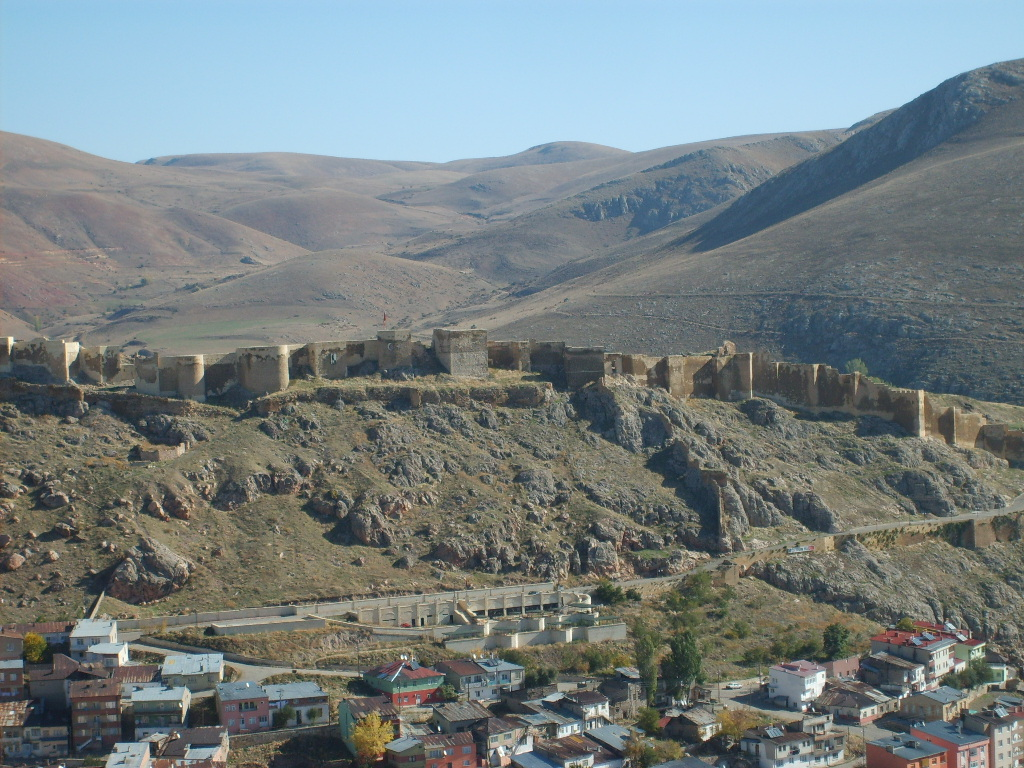
Město s hradem v pozadí
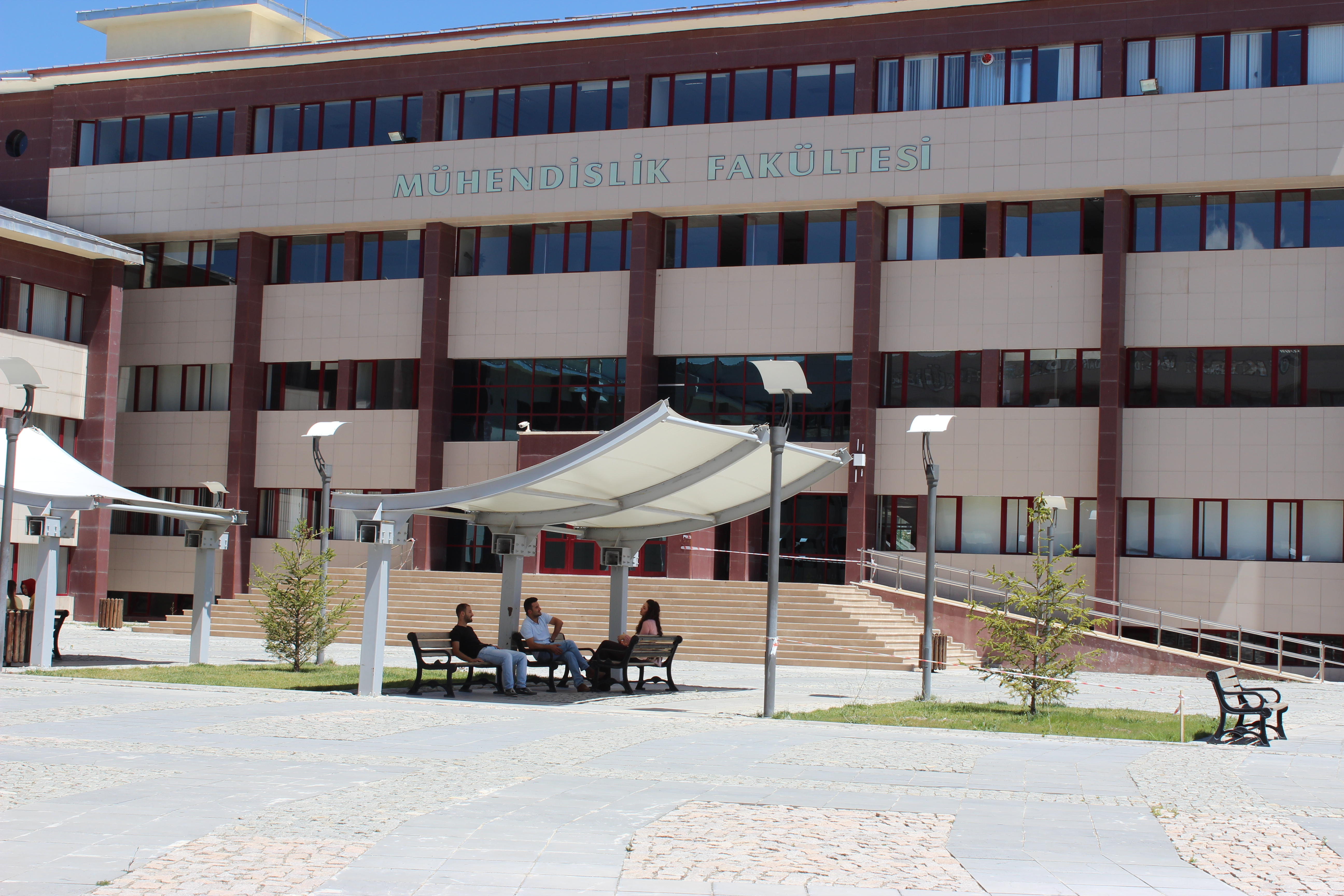
Fakulta strojního inženýrství

## Partnerská města
- Ali Sabieh, Džibutsko
- Domo, Etiopie
- Mekele, Etiopie
- Sáfí, Maroko
- Mohammedia, Maroko
- Magdeburg, Německo
- Roeselare, Belgie
- Schaan, Lichtenštejnsko
- Limerick, Irsko
- Zaragoza, Španělsko
- Ipoh, Malajsie
- Varna, Bulharsko